# Омфалит
Омфалит (от др.-греч. ὀμφαλός — «пупок») — бактериальное воспаление дна пупочной ранки, пупочного кольца, подкожной жировой клетчатки вокруг пупочного кольца, пупочных сосудов.
Заболевание начинается обычно в конце раннего неонатального периода или на 2-й неделе жизни, нередко с симптомов катарального омфалита. Через несколько дней появляется гнойное отделяемое из пупочной ранки — пиорея пупка, отёк и гиперемия пупочного кольца, инфильтрация подкожной жировой клетчатки вокруг пупка, вследствие которой пупок выбухает над поверхностью передней брюшной стенки. Кожа вокруг пупка гиперемирована, горячая на ощупь, характерно расширение сосудов передней брюшной стенки (усиление венозной сети), красные полосы, обусловленные присоединением лимфангоита. Появляются симптомы, характерные для инфекционного поражения пупочных сосудов. Состояние больного нарушено, ребёнок становится вялым, хуже сосёт грудь, срыгивает, уменьшается прибавка массы тела (возможна потеря). Температура тела повышена, иногда до фебрильной. В анализе крови лейкоцитоз со сдвигом влево, ускоренная СОЭ.
Прогноз при своевременно начатой комплексной терапии благоприятный, однако возможно возникновение метастатических очагов инфекции и генерализации процесса.